# Arroio do Padre
Arroio do Padre är en kommun i Brasilien.   Den ligger i delstaten Rio Grande do Sul, i den södra delen av landet, 1 800 km söder om huvudstaden Brasília. Antalet invånare är 2 730. Arean är 124 kvadratkilometer.
Terrängen i Arroio do Padre är platt söderut, men norrut är den kuperad.
Omgivningarna runt Arroio do Padre är en mosaik av jordbruksmark och naturlig växtlighet. Runt Arroio do Padre är det ganska glesbefolkat, med 22 invånare per kvadratkilometer.